# Helmut Thiele (Gewerkschafter)
Helmut Thiele (* 11. Juli 1933 in Fischendorf,  Kreis Döbeln; † 31. Januar 2015 in Berlin) war ein deutscher Jugend-, Sport- und Gewerkschaftsfunktionär. Er war Mitglied des Präsidiums und Sekretär des Bundesvorstandes des Freien Deutschen Gewerkschaftsbundes (FDGB) in der DDR.

## Leben
Der Sohn einer Arbeiterfamilie absolvierte nach dem Besuch der Volks- und Hauptschule ab 1947 eine Lehre als Werkzeugmacher und arbeitete dann bis 1951 im Beruf. Im Jahr 1947 wurde er Mitglied des FDGB, 1953 der Sozialistischen Einheitspartei Deutschlands (SED). Von 1951 bis 1956 war er Assistent und Lehrer an der Zentralschule der Industriegewerkschaft Metall in Belzig. Von 1956 bis 1959 studierte er an der Gewerkschaftshochschule „Fritz Heckert“ in Bernau bei Berlin mit dem Abschluss als Diplom-Wirtschaftler und wurde hauptamtlicher Gewerkschaftsfunktionär. Er arbeitete 1959/60 als Mitarbeiter der Abteilung Agitation und Propaganda des FDGB-Bezirksvorstandes Berlin und von 1960 bis Oktober 1962 als Sektorenleiter bzw. stellvertretender Leiter der Abteilung Kader des FDGB-Bundesvorstandes. Von 1962 bis 1963 fungierte er als Sekretär der SED-Betriebsparteiorganisation (BPO) im FDGB-Bundesvorstand. 
Von November 1963 (6. FDGB-Kongress) bis April 1982 (10. FDGB-Kongress) gehörte er dem Präsidium des FDGB-Bundesvorstandes an und war zunächst Vorsitzender dessen Jugendausschusses, dann von 1966 bis zum 9. FDGB-Kongress im Mai 1977 Sekretär für Jugend und Sport des FDGB-Bundesvorstandes. Gleichzeitig war er bis November 1977 Zentralratsmitglied der Freien Deutschen Jugend und Mitglied des Komitees für Körperkultur und Sport der DDR sowie von Juni 1966 (III. Turn- und Sporttag) bis Mai 1978 (VI. Turn- und Sporttag) Mitglied des Präsidiums des Deutschen Turn- und Sportbundes. Vom 8. Mai 1977 bis zum 27. März 1980 war er Vorsitzender des Zentralvorstandes der Gewerkschaft der Mitarbeiter der Staatsorgane und der Kommunalwirtschaft (Nachfolger des ab September 1976 amtierenden Wolfgang Alster). Sein Rücktritt erfolgte aus gesundheitlichen Gründen. Anschließend arbeitete er an der Ingenieurschule für Bauwesen in Berlin, wo er auch Sekretär der SED-Abteilungsparteiorganisation (APO) Tiefbau war.

## Auszeichnungen
- 1968 Artur-Becker-Medaille in Gold
- 1969 Vaterländischer Verdienstorden in Bronze und 1973 in Silber
- 1972 Friedrich-Ludwig-Jahn-Medaille